# Измеритель радиоактивности Кирни
Измеритель радиоактивности Кирни (ИРК) (англ. Kearny fallout meter (KFM)) — электростатический прибор для измерения мощности ионизирующего гамма излучения в диапазоне от 3 мР/ч до 43 Р/ч с точностью ±25 %. Этот прибор также применяется для демонстрации эффекта радиации в образовательных целях.
ИРК был разработан в 1970-х годах в США, в Национальной лаборатории Ок-Ридж в рамках исследований по гражданской обороне исследователем Крессоном Кирни в соавторстве с другими исследователями. Прибор предназначен для самостоятельного изготовления неподготовленными людьми в кратчайшие сроки в рамках мероприятий по гражданской обороне. Он отличается очень простой конструкцией, дешевизной и доступностью материалов, отсутствием необходимости в элементах питания.

## Устройство

Электростатическое зарядное устройство помещается поверх сделанных из алюминиевой фольги 8-слойных «лепестков» (каждый весом 8,2 грамма) и заряжает их электрическим зарядом, который потенциально может достигать величин от 4000 до 4500 вольт. Одноимённый заряд, полученный подвешенными друг напротив друга на изолирующих нитях лепестками, заставляет их отталкиваться и расходиться в противоположные стороны. При воздействии же радиации на прибор в его ионизационной камере образуются ионы, которые уменьшают заряд на лепестках, и те начинают опадать. Их результирующее смещение может быть измерено, а с помощью специальных таблиц установлена мощность ионизирующего излучения.

## История
Чертежи конструкции устройства были изначально опубликованы в докладе ORNL-5040 The KFM, A Homemade Yet Accurate and Dependable Fallout Meter, сделанном исследовательским подразделением Ок-Риджской национальной лаборатории в 1978 году, который должен был стать частью более обширного доклада по вопросам выживания при ядерной войне, опубликованного в итоге в 1979 году под названием Nuclear War Survival Skills. После ухода автора изобретения из лаборатории он в 1987 году опубликовал книгу под тем же названием, Nuclear War Survival Skills (ISBN 0-942487-01-X), в которой также описал устройство.